# Distretto di Nazimiye
Il distretto di Nazımiye (in turco Nazımiye ilçesi) è uno dei distretti della provincia di Tunceli, in Turchia.